# عبد الله بن سلام
عبد الله بن سَلَام بن الحارث، وكان اسمه في الجاهلية حُصَينًا، ويُكنَّى أبا يوسف الإسرائيلي. وهو صحابي جليل، من ذُرِّية النبي يوسف من بني إسرائيل، وكان يهوديًّا من يهود بني قينقاع فأسلم أول هجرة النبيِّ محمد إلى المدينة. قال عنه الذهبي في السِّيَر: «الإمام الحَبْر، المشهود له بالجنَّة، حَليف الأنصار، من خواصِّ أصحاب النبي صلى الله عليه وسلم». 
واسم أبيه (سَلَام) بتخفيف اللام.

## إسلامه
بدأ النبي صلى الله عليه وسلم في دعوته لليهود، وجمع اليهود مرة ومرتين وثلاثاً، كان يجمع القبائل بعضها مع بعض أحياناً، وأحياناً يخاطب الأفراد، وجاء إليه أناس من بني قينقاع ومن بني النضير ومن بني قريظة، وأول من جاء إليه عبد الله بن سلام رضي الله عنه وأرضاه، كان اسمه الحصين بن سلام قبل أن يسلم، وسماه الرسول صلى الله عليه وسلم عبد الله وهو من بني قينقاع، لما سمع بقدوم الرسول صلى الله عليه وسلم إلى المدينة المنورة أراد أن يختبره ليعرف أهو الرسول المذكور في التوراة أو غيره؟ فذهب إليه وقال له: إني سائلك عن ثلاث لا يعلمها إلا نبي: ما أول أشراط الساعة؟ وما أول ما يأكل أهل الجنة؟ ومن أين يشبه الولد أباه وأمه؟ فقال: «أخبرني بهنَّ جبريل آنفًا». قال: ذاك عدو اليهود من الملائكة.
قال: «أمّا أول أشراط الساعة فنار تخرج من المشرق، فتحشر الناس إلى المغرب. وأما أول ما يأكله أهل الجنة، فزيادة كبد حوت. وأما الشَّبَهُ، فإذا سَبَقَ ماء الرجل نَزَعَ إليه الولد، وإذا سبق ماء المرأة نزع إليها».
قال: أشهد أنك رسول الله.
وقال: يا رسول الله، إن اليهود قوم بهت; وإنهم إنْ يعلموا بإسلامي بهتوني، فأرسلْ إليهم، فسَلْهُمْ عنِّي.
فأرسل إليهم.
فقال: «أي رجل ابن سلام فيكم؟»
قالوا: حَبْرُنا وابن حبرنا، وعالمنا وابن عالمنا.
قال: «أرأيتم إن أسلم، تسلمون؟» قالوا: أعاذه الله من ذلك!
قال: فخرج عبد الله، فقال: أشهد أن لا إله إلا الله ; وأن محمدًا رسول الله.
فقالوا: شرُّنا وابن شرِّنا; وجاهلنا وابن جاهلنا.
يعتقد أن هذه الآية القرآنية نزلت في عبد الله بن سلام عندما أسلم:
- ﴿قُلْ أَرَأَيْتُمْ إِنْ كَانَ مِنْ عِنْدِ اللَّهِ وَكَفَرْتُمْ بِهِ وَشَهِدَ شَاهِدٌ مِنْ بَنِي إِسْرَائِيلَ عَلَى مِثْلِهِ فَآمَنَ وَاسْتَكْبَرْتُمْ إِنَّ اللَّهَ لَا يَهْدِي الْقَوْمَ الظَّالِمِينَ ۝١٠﴾ الأحقاف

### أثر الرسول في تربيته
كان الصحابي الجليل عَبْد اللَّه بْن سلام ممّن أسلم مبكراً، فقد بدأت قصّته مع قدوم النّبي صلى الله عليه وسلّم إلى المدينة، فلما سمِع بقدوم النّبي صلى الله عليه وسلّم إلى المدينة، وعَرَفَ أنّ الناس قد تجمّعوا لاستقباله انطلق معهم، وهو يحمل الثمر الذي كان يقطفه في أرضه، فلما نظر إليه عرف أنّ وجهه ليس بوجه كذّاب، ولنَدَع عبد الله بن سلام يروي قصّة لقائه بالنّبي كما في الحديث الذي رواه الترمذي: لَمَّا قَدِمَ النَّبِيُّ صَلَّى اللَّهُ عَلَيْهِ وَسَلَّمَ المدينة انْجَفَلَ النَّاسُ قِبَلَهُ، وَقِيلَ: قد قَدِمَ رَسُولُ اللَّهِ صَلَّى اللَّهُ عَلَيْهِ وَسَلَّمَ، قَدْ قَدِمَ رَسُولُ اللَّهِ، قَدْ قَدِمَ رَسُولُ اللَّهِ، ثَلاثًا، فجِئْتُ في النَّاسِ لأَنْظرَ، فلمَّا تَبيَّنْتُ وجْههُ عرَفتُ أَنَّ وَجْهَهُ لَيْسَ بِوَجْهِ كَذَّابٍ، فكان أوَّلُ شيْءٍ سمعْتُهُ تَكَلَّمَ بِهِ أَنْ قَالَ:«يَا أَيُّهَا النَّاسُ أَفْشُوا السَّلامَ، وَأَطْعِمُوا الطَّعَامَ، وَصِلُوا الأَرْحَامَ، وَصَلُّوا بِاللَّيْلِ وَالنَّاسُ نِيَامٌ، تَدْخُلُوا الْجَنَّةَ بِسَلامٍ»، فدنوت منه وشهدتُ أن لا إله إلا الله، وأنَّ محمداً رسول الله، فالتفتَ النبي  وقال: «ما اسمك؟» فقلتُ: الحصين بن سلام، فقال : «بل عبد الله بن سلام»، قلت: نعم، عبد الله بن سلام، والذي بعثك بالحق ما أُحبُّ أنّ لي اسماً آخر بعد اليوم.... الحديث.

## فضله
عن ابن عباس:
أن هذه الآية نزلت في ابن سلام، وثعلبة بن سعية، وأسد بن عبيد: {لَيْسُوا سَوَاءً مِنْ أَهْلِ الْكِتَابِ أُمَّةٌ قَائِمَةٌ} الآيتين [آل عمران: 113، 114].
وعن عامر بن سعد، عن أبيه، قال: ما سمعت رسول الله يقول لأحد: إنه من أهل الجنة إلا لعبد الله بن سلام، وفيه نزلت: {وَشَهِدَ شَاهِدٌ مِنْ بَنِي إِسْرَائِيلَ عَلَى مِثْلِهِ} [الأحقاف: 10]
وعن مصعب بن سعد، عن أبيه، أن رسول الله قال: «يدخل من هذا الفَجِّ رجلٌ من أهل الجنة»، فجاء ابن سلام.
والآية {وَمَنْ عِنْدَهُ عِلْمُ الْكِتَابِ}، قال مجاهد: هو عبد الله بن سلام.
وهو ممن يؤتون أجورهم مرتين؛ لقوله: «ثلاثة لهم أجران: رجل من أهل الكتاب آمن بنبيِّه وآمن بمحمد، والعبد المملوك إذا أدَّى حق الله وحق مواليه، ورجل كانت عنده أَمَةٌ يطؤها، فأدَّبـها فأحسن تأديبها، وعلَّمها فأحسن تعليمها، ثم أعتقها فتزوجها؛ فله أجران».
بشَّر النبي محمد عبد الله بن سلام بالجنة، فعن معاذ بن جبل قال: (التمِسوا العلم عند أربعة، عند: عويمرٍ أبي الدَّرداءِ، وعند: سلمانَ الفارسيِّ، وعند: عبد الله بن مسعود، وعند: عبد الله بن سَلَامٍ الذي كانَ يهوديًّا فأسلم، فإنِّي سمعتُ رسولَ الله ـ صلى الله عليه وسلم ـ يقول: إنه عاشِرُ عشرةٍ في الجنة) رواه الترمذي
ومن مناقبه أنه نصر عثمان يوم الدار.

## أقواله
وروى ابن عساكر، عن ابن عباس أنه سأل عبد الله بن سلام عن قول الله تعالى: وقالت اليهود عزير ابن الله [ التوبة: 30 ] . لم قالوا ذلك ؟ فذكر له ابن سلام ما كان من كتبه لبني إسرائيل التوراة من حفظه ، وقول بني إسرائيل: لم يستطع موسى أن يأتينا بالتوراة إلا في كتاب ، وإن عزيرا قد جاءنا بها من غير كتاب . فرماه طوائف منهم ، وقالوا: عُزَير ابن الله.

## وفاته
لزم عبد الله بن سلام المدينة المنورة، يعظ ويفتي ويشرح أمور الدين حتى تقدم به العمر، وتوفي سنة 43هـ وقد قارب السبعين من عمره، ودُفن في المدينة المنورة. ويُقال إنه دُفن في غوطة دمشق الشرقية ببلدة تُدعى سَقْبا، وبني عند قبره مسجد يحمل اسمه.